# Miltochrista fasciata
Miltochrista fasciata là một loài bướm đêm thuộc phân họ Arctiinae, họ Erebidae.